# 富山県道188号東猪谷富山線
富山県道188号東猪谷富山線（とやまけんどう188ごう ひがしいのたにとやません）は富山県富山市内を通る一般県道（富山県道）である。

## 概要
起点は岐阜県飛騨市との県境の富山市東猪谷から富山市街地まで続く。
地図によっては岐阜県域を通るように書かれているが、岐阜県は本路線は非認定である（岐阜県道188号はこれとは別で瑞穂市にある）。

### 路線データ
- 起点：富山県富山市東猪谷
- 終点：富山県富山市大町道筏割（富山県道43号富山上滝立山線交点）
- 実延長：23,529m

## 沿革
- 1893年（明治26年） - 当時は大町福沢線という名称で、同年、大町を起点として上掛尾（現在の堀川町）、蜷川村、熊野村を経て船峅村に至る区間が幅員10尺（3.3m）に拡幅改良された[1]。
- 1943年（昭和18年） - 現在の道路幅員に改修される[1]。
- 1960年（昭和35年）4月23日 - 認定[2]。
- 1993年（平成5年）11月30日 - 富山市堀川町地内の全区間に消雪装置が設置される[3]。

## 地理

### 通過する自治体
- 富山県富山市

### 接続する道路
- 国道41号（越中東街道）（起点：富山市東猪谷、岐阜県飛騨市道を介して接続）

この間通行不能区間あり（区間：富山市薄波 - 富山市寺津、延長：2.0km、理由：道路老朽化のため、期間：当面の間、迂回路：なし）
- 猪谷楡原道路（国道41号）（下タ北インターチェンジ）
- 国道41号（富山市笹津字西平割 - 富山市笹津字上平割で重複）
- 富山県道65号富山大沢野線（富山市笹津字上平割 - 富山市青柳新で重複）
- 富山県道67号宇奈月大沢野線（富山市笹津字上平割 - 富山市坂本で重複）（「富山県道65号富山大沢野線」との重複区間内）
- 富山県道193号坂本長附線（富山市坂本）（「富山県道65号富山大沢野線」との重複区間内）
- 富山県道340号二松上大久保線（富山市二松字中島割）（「富山県道65号富山大沢野線」との重複区間内）
- 富山県道183号大沢野大山線（富山市二松地内で重複）（「富山県道65号富山大沢野線」との重複区間内）
- 富山県道35号立山山田線（富山市小黒 - 富山市青柳新で重複）（「富山県道65号富山大沢野線」との重複区間内）
- 富山県道191号下大久保上熊野線（富山市上熊野）
- 富山県道68号富山外郭環状線（悪王寺交差点）
- 富山県道56号富山環状線（赤田北交差点 - 上袋橋交差点で重複）
- 富山県道43号富山上滝立山線（終点：大町（一区中部）交差点）

### 周辺
- 北陸自動車道 富山インターチェンジ
- JR高山本線
  - 猪谷駅
  - 楡原駅
  - 笹津駅
- 富山地方鉄道上滝線
  - 南富山駅
  - 朝菜町駅
- 富山地方鉄道富山軌道線本線
  - 南富山駅前駅
  - 大町停留場
- 富山市役所 細入総合行政センター
- 富山国際大学
- 富山県立富山高等学校
- 富山県立富山いずみ高等学校
- 富山市立楡原中学校
- 富山市立大沢野中学校
- 富山市立興南中学校
- 富山市立堀川中学校
- 富山市立神通碧小学校
- 富山市立船峅小学校
- 富山市立熊野小学校
- 細入郵便局
- 大沢野笹津郵便局
- 富山南郵便局
- 北陸電気工業
  - コンポーネント事業本部 楡原工場
  - 高周波部品事業本部 圧電工場
- 小林製薬プラックス（小林製薬グループ）
- 大阪屋ショップ 赤田店
- アピタ 富山店
- マイプラザ
- 道の駅細入
- 西猪谷関所
- 神通川
- 大沢野総合運動公園